# Relazioni bilaterali tra Arabia Saudita e Italia
Le relazioni bilaterali tra Italia e Arabia Saudita fanno riferimento ai rapporti diplomatici fra la Repubblica Italiana e la Arabia Saudita. L'Italia ha un'ambasciata a Riad e l'Arabia Saudita ha un'ambasciata a Roma.

## Storia
Storicamente, l'Impero Romano collegò le sue vie di connessione a varie tribù nella penisola arabica, dove ricchi ritrovamenti archeologici hanno sostenuto l'esistenza di importanti relazioni tra i due popoli.
L'Italia e l'Arabia Saudita hanno stabilito il primo legame nel 1932. Tuttavia, durante la guerra saudita-yemenita nel 1934, l'Italia ha supportato lo Yemen contro i Sauditi e ciò ha causato diverse critiche da parte dell'Arabia. Nonostante ciò, l'accaduto ha avuto poca influenza e le relazioni tra le due nazioni non si sono interrotte.
Durante la seconda guerra mondiale, quando l'Italia fu coinvolta, l'Arabia Saudita ha dichiarato la sua neutralità mentre tagliava ogni sua relazione con le potenze dell'Asse, tra i cui membri vi era l'Italia; i suoi ricavi petroliferi furono sovvenzionati dagli Alleati.

## Relazioni attuali
Dopo la fine della seconda guerra mondiale, Italia e Arabia Saudita velocemente hanno ristabilito relazioni e le due nazioni sono diventate importanti partner economici. Nel 2013, l'Italia e l'Arabia Saudita hanno celebrato 80 anni dall'inizio delle loro relazioni. L'Italia è inoltre impegnata nel finanziamento di attività culturali, come conferenze e seminari tenuti in Arabia Saudita da professori italiani, provenienti da varie università e centri di ricerca, e cattedre di lingua araba e/o arte e cultura islamica. Attualmente, sono in corso tentativi per ridare vita a tali scambi tra istituti accademici di entrambe le nazioni.
Nel 2018, il vicepresidente del consiglio italiano Matteo Salvini ha ospitato l'ambasciatore saudita e ha elogiato l'Arabia Saudita.
Nel 2020, il Ministro per gli Affari Esteri italiano Angelino Alfano ha descritto le relazioni come "buone" e "in corso di sviluppo"; il Ministro per gli Affari Esteri saudita Adel al-Jubayr ha aggiunto che le relazioni sono anche "storiche".

## Cooperazione militare
Poiché scoppiò la guerra civile dello Yemen nel 2014, l'Italia è emersa come uno dei principali fornitori di armi per l'Arabia Saudita quando il Regno è intervenuto per supportare Abd Rabbih Mansur Hadi, anche se ciò ha generato critiche in Italia perché ha causato l'indiscriminata morte di civili yemeniti.
Tra il 2019 e il 2020, le proteste contro la guerra dell'Arabia Saudita in Yemen ha portato più volte i sindacati italiani a rifiutare di caricare le navi per il conflitto.
Il governo italiano ha affrontato la pressione per prevenire tutte le esportazioni di armi all'Arabia Saudita con la dichiarazione di crimini di guerra commessi dai militari sauditi contro la popolazione yemenita.